# Matisia anchicayana
Matisia anchicayana är en malvaväxtart som beskrevs av Fern.Alonso. Matisia anchicayana ingår i släktet Matisia och familjen malvaväxter. Inga underarter finns listade i Catalogue of Life.